# Valeria Meza
Valeria Meza (* 8. November 1999 in Zapopan, Jalisco) ist eine ehemalige mexikanische Fußballspielerin auf der Position einer Verteidigerin.

## Leben
Valeria Meza begann ihre Laufbahn bei Chivas Femenil, mit denen sie das Eröffnungsturnier der neu eingeführten mexikanischen Frauenfußballmeisterschaft Liga MX Femenil gewann.
Anschließend wechselte sie zu Necaxa Femenil, bei denen sie in den folgenden 5 Jahren unter Vertrag stand und in der Saison 2021/22 auf Leihbasis für den FC Juárez Femenil tätig war.

## Erfolge
- Mexikanische Frauenfußballmeisterin: Apertura 2017